# Худајфа ибн ел Јаман
Худајфа ибн ел Јаман (арапски: حذيفة بن اليمان) (умро 656.) био је један од Сабаха (пратилаца) исламског пророка Мухамеда.

## Детињство и младост у Медини
У Медини, Худајфа је постао Мухамедов поуздан партнер, учествујући у свим војним ангажманима осим код Бадра. Учествовао је у бици за Ухуд заједно са својим оцем. Пре битке, Мухамед  је напустио ел Јамана, као и Худајфин отац и Табит ибн Вакш са осталим не-борцима јер су обојица били доста стари. Како су се борбе појачале, ел Јаман и његов пријатељ одлучили су да, упркос годинама, не желе да пропусте прилику да учествују. Брзо су се припремили за битку и убрзо се нашли у јеку борби. Табит ибн Вакш је убијен од руке мушрикина. Отац Худаифе је, међутим, убијен пријатељском ватром (пријатељска ватра је кад некога убије неко ко је на његовој страни). Кад су га напали, Худајфа је повикао: "Мој отац! Мој отац! То је мој отац!" Нико га није чуо и ел Јаман је убијен грешком. Ожалоћен таквим какав је био, Худајфа је рекао убицама свог  оца: "Нека вам Бог опрости, јер он је милостивији од оних који показују милост."
Мухамед је хтио да се дијах (накнада) исплати Худајфи за смрт његовог оца, али Худајфах  је рекао: "Једноставно је тражио шехадет и постигао га. Господе, сведочи да муслиманима донирам надокнаду за њега."

## Лицемерје
Худајфа је имао три особине које су посебно импресионирале Мухамеда; његова јединствена интелигенција, брза духовитост и његова способност да чува тајну чак и под упорним испитивањем. Уочљива Мухамедова политика била је да користи посебне снаге сваког асхаба, пажљиво бирајући правог човека за прави задатак. Примарни проблем с којим су се муслимани сусретали били су лицемери који су површно прихватили ислам истовремено правећи заверу против муслиманске заједнице. Због способности Худајфе да чува тајну, Мухамед му је рекао имена лицемера, указујући тако поверење које није додељено другима. Худајфи је наређено да посматра њихова кретања и прати њихове активности. Лицемери, јер су њихова тајност и интимно познавање развоја и планова муслимана представљали већу претњу заједници од спољних непријатеља. Од овог тренутка надаље, Худајфа се звао Чувар тајне Алаховог  Посланика, остајући веран свом  завету тајности.
Након Мухамедове смрти, халифа је често тражио његов савет у вези са својим активностима, али је он остао уско затворен. Омар је током свог халифата могао само индиректно да сазна ко су лицемери надгледајући Худајфино присуствовање погребној молитви после смрти муслимана. Ако Худајфа није присуствовао  Омар би се, суздржао од обављања сахране за ту особу. Једном је Омар питао Худајфу  да ли је неко од његових гувернера мунафик. Худајфа му је рекао да то је сте неко, али није желео да открије ко. Касније је Худајфа рекао да је Омар убрзо након њиховог разговора одбацио особу коју је са собом   водио.

## Битка у рову
Муслимани су наставили своју опсаду која је потрајала много дана и били су уморни. Али бин Аби Талиб и Аз Зубајр бин Авам су наставили борбе  са Алијем заклињући се да се никад неће зауставити све док противник није упао у њихове гарнизоне или био убијен као Хамза.
Мухамед  је у међувремену замолио једног свог песника, који се звао Хасан бин Табит да одговори на песме мушрикин својим песмама. То се спомиње у збиркама сунитских хадиса:
| „ | Злостављајте их (са вашим песмама), а Габријел је с вама (тј. Подржава вас). " (Кроз другу групу под наратора) Ел Бара бин Азиб је рекао: "На дан Кураизе (опкољавање), Алахов апостол рекао је Хасану бин Табиту:" Злостављајте их (са вашим песмама), а Габријел је с вама (тј. Подржава вас).' "Шаблон:Hadith-usc | ” |

Мухамед је користио посебне особине Худајфе у разним периодима, укључујући битку у рову. Муслимани су том приликом били окружени непријатељима и претрпели су велике тешкоће. Курејши и њихови савезници нису били много бољи. Снажан ветар оборио је њихове шаторе, угасио њихове ватре и обложио им лице песком и прашином. У овој фази сукоба, Мухамед  је послао Худајфу усред непријатељских положаја да му донесе информације о њиховој ситуацији и моралу пре него што донесе одлуку о свом следећем потезу. Худајфа је повезао шта се догодило у овој мисији:
"Те ноћи Абу Суфјан и његови људи били су пред нама. Јеврејско племе Бану Кураиза било је иза нас и плашили смо их се због наших жена и деце. Никада раније није била тамнија ноћ нити ветар тако јак; нико није могао да види његове прсте, а ветар је био попут громова. Лицемери су почели да траже од Мухамеда дозволу за одлазак, говорећи: "Наше куће су изложене непријатељу." Свакоме ко је тражио Мухамедову дозволу да оде, било је дозвољено и многи су се искрали док нисмо остали са око тристо људи. Мухамед  је затим започео круг инспекције пролазећи нас, једног  по једног, све док није стигао до мене. Нисам имао чиме да се  заштитим од хладноће осим ћебета које је припадало мојој супрузи и која је једва досезало до мојих колена. Пришао ми је ближе док сам лежао нагињући се над земљом и питао "Ко је ово?" "Худајфа", одговори. "Худајфа?" упитао сам док сам се спуштао ближе тлу превише страхујући да бих могао стајати због јаке глади и хладноће. "Да, гласниче Божији", одговорио сам. „Нешто се дешава међу снагама Абу Суфјана.Инфилтрирај се у њихов табор и донеси ми вести о ономе што се дешава ", упутио ме  је речима. Кренуо сам. У том тренутку био сам најплашљивија особа и осетио сам да ми је ужасно хладно. Мухамед се молио "Господе, заштити га спреда и отпозади, са десне и с његове леве стране, одоздо и одоздо. " Боже, Мухамед није ни завршио своју молитву а Бог је уклонио из мог стомака сав страх, а из мог тела сву хладноћу. Док сам се спремао да кренем, Мухамед ме је позвао и рекао: Худајфа, ни у ком случају не чини ништа међу супротстављеним снагама све док не кренеш. Наставио сам, увлачећи се под покривач таме, све док нисам продро у камп мушрикина и постао баш попут једног од њих. Убрзо након тога, Абу Суфјан је устао и обратио се својим људима: „Људи Курејшија, управо ћу вам дати изјаву за коју се плашим да ће доћи до Мухамеда. Стога, нека сваки мушкарац међу вама погледа и побрините се ко седи поред њега ... 'Чувши то, одмах сам ухватио руку човека поред мене и питао:' Ко си ти? ' (стављам га у одбрану и покривам себе). "Абу Суфјан је наставио:" О Курејшији, нисте на сигурном месту. Наши коњи и камиле су пропали. Бану Курајза су нас напустили и имали смо непријатне вести о њима. Ударио нас је овај хладни ветар. Наше ватре се не пале, а наши шатори не пружају заштиту. Зато се крећите. Замном одлазимо. ' Отишао је својој камили, везао је и натоварио  је. Ударио је и усправно је стајао. Да ме Божији Посланик није упутио да не радим ништа док се не вратим код њега, убио бих Абу Суфјана тада и тамо стрелом„.

## Филозофија
Худајфа Ибн Ел Јаман је сматрао да су извори добра у животу лако препознатљиви за оне који желе добро, али зло је било варљиво и често тешко уочити. Упозорио је људе да се боре против зла срцем, рукама и језиком. За оне који су се противили злу само својим срцем и језицима, а не рукама, сматрао је да су напустили део истине. Они који су мрзили зло само у свом срцу, а нису се против њега борили својим језицима и рукама, оставили су два дела истине, а они који нису срљали нити се суочили са зло својим срцем, језицима или рукама, сматрао је физички живим, али морално мртвим.
Говорећи о срцу, једном је рекао: „Постоје четири врсте срца. Срце је затворено или атрофирано. То је срце кафира или незахвалног неверника. Срце обликовано у танке слојеве. То је срце мунафика или лицемера. Срце које је отворено и голо и на којем сјаји блистава светлост. То је срце мумина или верника. Коначно је срце у којем постоји и лицемере и вера. Вера је попут дрвета које успева са добром водом, а лицемерје је попут  гнојног чира који успева као гној и крв. Који више цвета, било да је дрво вере или гнојни чир лицемерја, осваја контролу над срцем. "
Худајфино искуство са лицемерјем и његови напори да се бори против тога дали су му језик оштрости и озбиљности. Сам је то схватио и признао то племенитом храброшћу: "Отишао сам [Мухаммеду] и рекао: 'О Божији Посланиче, имам оштар однос према својој породици и плашим се да ће ме то одвести у пакао." А [Мухамед] ми је рекао: "Где стојите у вези са истигфар -ом - тражење опроштења од Алаха? Молим Алаха за опрост стотину пута у току дана."

## За владавине калифа Омара
Худајфа је био један од главних војних заповедника у експанзији на Ирак, истакавши се у Хамадану, ар-Рају, ад-Дајнавару и у чувеној бици за Нихаванд у децембру 641. За сусрет у Нихаванду против персијских снага, Худајфа је Омару затражио друго место због Муслимана који су бројали око тридесет хиљада. Персијске снаге су их надбројале наводно пет на према један, јаких стотину и педесет хиљада. Први заповедник муслиманске војске, ан-Нуман ибн Макран, пао је рано у бици, а Худхајфа је одмах преузео одговорност, упућујући да се смрт заповедника не сме преносити. Под Худајфиним вођством, муслимани су остварили одлучујућу победу упркос огромним губицима. Худајфа је такође учествовао у вишеструком напредовању у Јерменији, водећи колону у планине Ел Лан 644. године.
Худајфа је постављен за гувернера Куфе и Ктесифона (ел Мадаин). Када се вест о његовом именовању проширила, Ктесифонске гомиле отишле су у сусрет овом познатом пратиоцу чија је велика улога у освајањима Персије већ била легенда. Док су чекали, мршави човек се приближио магарцу који је јео хлеб. Кад се у њиховој средини појавио јахач, схватили су да је он Худајфа, гувернер кога су чекали. Нису могли да обуздају изненађење  пошто су навикли на помпу и величину персијских владара. Худајфа је видео да очекују да он говори и на крају је рекао: "Чувајте се места фитнеха и сплетки." "И шта су," питали су, "места интрига?" Одговорио је: "Врата владара где неки људи одлазе и покушавају натерати владара или управника да верује у лаж и хвале га због квалитета које он не поседује."